# Ганс Бунгардс
Ганс Бунгардс (нім. Hans Bungards; 1 липня 1917, Золінген — 28 квітня 1945, Любек) — німецький офіцер-підводник, капітан-лейтенант крігсмаріне.

## Біографія
3 квітня 1936 року вступив на флот. У вересні 1939 року відряджений в авіацію. В квітні-вересні 1939 року пройшов курс підводника. В жовтні — вахтовий офіцер в 27-й флотилії. В жовтні-грудні пройшов командирську практику в 23-й флотилії. З 8 січня по 2 липня 1944 року — командир U-1103, з 12 жовтня 1944 по 26 квітня 1945 року — U-2513, з 27 квітня — U-3012. 28 квітня був важко поранений внаслідок осічки 20-міліметрової зенітної гармати (1-й вахтовий офіцер U-3012 оберлейтенант-цур-зее Вольфганг Шлетт загинув на місці) і того ж дня помер у шпиталі.

## Звання
- Кандидат в офіцери (3 квітня 1936)
- Морський кадет (10 вересня 1936)
- Фенріх-цур-зее (1 травня 1937)
- Оберфенріх-цур-зее (1 липня 1938)
- Лейтенант-цур-зее (1 жовтня 1938)
- Оберлейтенант-цур-зее (1 жовтня 1940)
- Капітан-лейтенант (1 серпня 1943)

## Нагороди
- Залізний хрест
  - 2-го класу (1940)
  - 1-го класу (1941)
- Нагрудний знак підводника